# Mykolas Biržiška

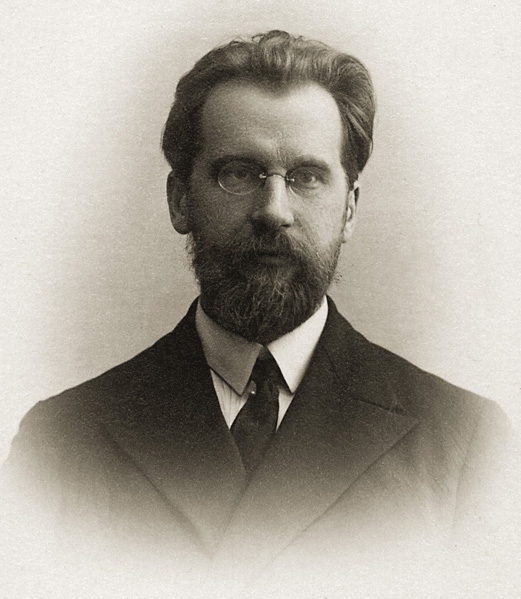
Mykolas Biržiška

Mykolas Biržiška (* 24. August 1882 in Viekšniai, Bezirk Šiauliai, jetzt Rajon Mažeikiai; † 24. August 1962 in Los Angeles) war ein litauischer Jurist, Literaturhistoriker, Pädagoge und Politiker.

## Leben
Von 1895 bis 1902 lernte er am Gymnasium Šiauliai. Ab 1901 studierte er an der Fakultät für Recht an der Universität Moskau. 1905 wurde er Mitglied der Lietuvos socialdemokratų partija. Ab 1907 arbeitete er als Anwaltsgehilfe von Tadas Vrublevskis und danach als Jurist in der Vilniaus žemės bankas. Er war Mitarbeiter und Redakteur in der litauischen Presse.
Von 1922 bis 1930 leitete er das Aušros-Gymnasium Kaunas als Direktor.
Von 1939 bis 1944 war er Professor und Rektor der Vilniaus universitetas. Ab Juni 1944 lebte er in Deutschland. Von 1946 bis 1949 lehrte er an der Baltischen Universität in Hamburg und Pinneberg. Ab 1949 lebte er in den USA.

## Werke
- Lietuvių dainų literatūros istorija (1919)
- Mūsų raštų istorija. 1547-190 (1925)
- Dainos kelias (1921)
- Barono gyvenimas ir raštai (1924)
- Duonelaičio gyvenimas ir raštai (1927)
- Rinktiniai mūsų senovės raštai (1927)
- Anuo metu Viekšniuose ir Šiauliuose
- Lietuviu Tautos Kelias (1952)

## Ehrungen
- Ehrendoktor der Vytauto Didžiojo universitetas, 1932
- Lettische Universität, 1934
- Mitglied der Lietuvos mokslų akademija, 1941